# Leopoldov
Leopoldov (njemački: Leopold-Neustadtl, mađarski: Lipótvár)  je grad u zapadnoj Slovačkoj u Trnavskom kraju  upravno pripada Okrugu Hlohovec.

## Povijest
Leopoldov je osnovan 1665. godine kao obrambena tvrđava nakon osvajanja utvrde Nove Zamki od strane Osmanlija. Osnovan je na inicijativu  Leopolda I., cara Svetog Rimskog Carstva po kome je i dobio ime. Status grada je dobio 1669. Tvrđava je pretvorena u zatvor 1855. i od tada joj nije mijenja namjena. Obližnje selo "Leopold" je uključeno u sastav grada 1882. U današnjoj Slovačkoj, Leopoldov je važno željezničko čvorište.
Do 1948. grad se zvao Mestečko.

## Stanovništvo
| Godina:     | 1993. | 2003.   | 2013.   | 2023.   |
| ----------- | ----- | ------- | ------- | ------- |
| Broj ljudi: | 3947  | 4075    | 4130    | 3907    |
| Razlika:    |       | +3,24 % | +1,34 % | -5,39 % |

| Godina:     | 2022. | 2023.   |
| ----------- | ----- | ------- |
| Broj ljudi: | 3946  | 3907    |
| Razlika:    |       | -0,98 % |

Po popisu stanovništva iz 2001. godine grad je imao 3.999 stanovnika.
Nacionalnost: 
- Slovaci 98,50%
- Česi 0,75%
- Romi 0,25%
- Mađari 0,18%

Prema vjeroispovijesti najviše je rimokatolika 84,40%, ateista 10,00% i luterana 3,25%.

## Gradovi prijatelji
- De Panne, Mađarska
- Kuřim, Češka

## Vanjske poveznice
- Službena stranica grada (sl.)
- Informacije o gradu Leopoldovu  Arhivirana inačica izvorne stranice od 20. travnja 2009. (Wayback Machine) (sl.)
- Željeznička stanica Leopoldov (sl.)

### Ostali projekti
|  | Zajednički poslužitelj ima još gradiva o temi Leopoldov |